# Liane Lippert
Liane Lippert (Friedrichshafen, 13 januari 1998) is een Duitse wielrenster, die sinds 2023 uitkomt voor het Spaanse Movistar Team.

## Carrière
In 2016 werd ze Europees kampioene op de weg bij de junioren, waarna ze haar eerste profcontract kreeg bij Team Sunweb. In 2018 werd ze Duits kampioene op de weg bij de elite en won ze etappes in de Ronde van Thüringen en Lotto Belgium Tour, waar ze tevens het eindklassement won. Begin 2020 won ze de Cadel Evans Great Ocean Road Race en in de Tour Down Under won ze het jongeren- en bergklassement, maar miste ze de eindzege op vijf seconden.
In 2022 werd Lippert derde in zowel de Brabantse Pijl als de Amstel Gold Race en werd ze vierde op het wereldkampioenschap in Wollongong, Australië. In 2023 stapte ze samen met haar ploeggenote Floortje Mackaij over van DSM naar Movistar, de ploeg van wereldkampioene Annemiek van Vleuten. Op 24 juli won ze de tweede etappe van de Tour de France Femmes 2023 van Clermont-Ferrand naar Mauriac, door geletruidraagster Lotte Kopecky te verslaan in een sprint van een kleine groep met favorieten. In september won ze de slotrit van de Ronde van Romandië en in oktober de Italiaanse najaarsklassieker Ronde van de Drie Valleien.

## Palmares

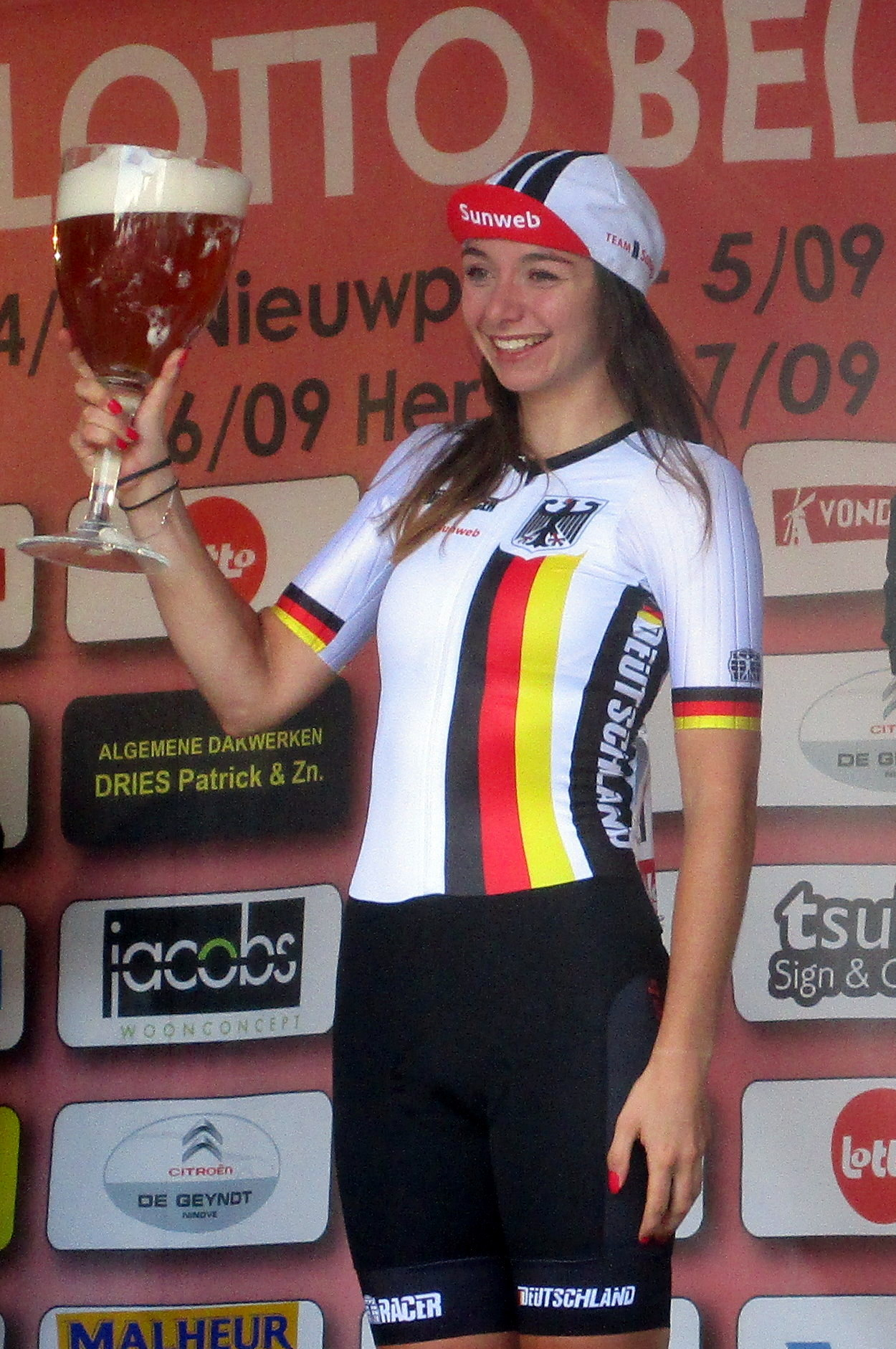
Na winst in de Lotto Belgium Tour 2018.

2016
 Europees kampioene op de weg (junior)
 Duits kampioenschap op de weg (junior)
2018
 Duits kampioene op de weg (elite)
Jongerenklassement Thüringen Rundfahrt
3e etappe Lotto Belgium Tour
Eind- en jongerenklassement Lotto Belgium Tour
2020
Berg- en jongerenklassement Tour Down Under
Cadel Evans Great Ocean Road Race
2021
 EK wegwedstrijd (elite)
2022
 Duits kampioene op de weg (elite)
Jongerenklassement Ronde van Romandië (WWT)
2023
 Duits kampioene op de weg (elite)
2e etappe Tour de France Femmes (WWT)
3e etappe Ronde van Romandië (WWT)
Ronde van de Drie Valleien
2024
6e etappe Ronde van Italië (WWT)
2025
6e en 8e etappe Ronde van Italië (WWT)

### Resultaten in voornaamste wedstrijden
| Jaar | Ronde van Italië | Ronde van Frankrijk | Ronde van Spanje |
| ---- | ---------------- | ------------------- | ---------------- |
| 2017 |                  |                     |                  |
| 2018 | 64e              |                     |                  |
| 2019 |                  |                     |                  |
| 2020 | 13e              |                     | 18e              |
| 2021 | 18e              |                     | 5e               |
| 2022 |                  | 16e                 | 4e               |
| 2023 | 16e              | 20e (1)             | 21e              |
| 2024 | opgave (1)       | 18e                 | 31e              |
| 2025 | 30e (2)          | 59e                 | 41e              |

| Jaar | Milaan-San Remo | Gent-Wevelgem | Ronde van Vlaanderen | Amstel Gold Race | Luik-Bast.‑Luik | Waalse Pijl | Strade Bianche | Brabantse Pijl |  | WK op de weg |
| ---- | --------------- | ------------- | -------------------- | ---------------- | --------------- | ----------- | -------------- | -------------- |  | ------------ |
| 2017 |                 |               |                      |                  |                 |             |                | 31e            |  |              |
| 2018 |                 |               |                      |                  | 33e             | 15e         | 16e            | 21e            |  | 46e          |
| 2019 |                 |               | 65e                  | opgave           | opgave          |             | 38e            | 13e            |  | 66e          |
| 2020 |                 |               |                      |                  | 10e             | 8e          | 16e            | ↑              |  | 5e           |
| 2021 |                 | 12e           | 26e                  |                  |                 | 76e         | 61e            |                |  | opgave       |
| 2022 |                 | 38e           |                      | ↑                | 8e              | 7e          | 13e            | ↑              |  | 4e           |
| 2023 |                 |               | 30e                  | 15e              | 8e              | ↑           | 7e             | ↑              |  | 19e          |
| 2024 |                 |               |                      |                  |                 |             |                |                |  | 4e           |
| 2025 | 14e             |               | ↑                    | 21e              |                 | 5e          | 19e            |                |  |              |

## Ploegen
- 2017 -  Team Sunweb
- 2018 -  Team Sunweb
- 2019 -  Team Sunweb
- 2020 -  Team Sunweb
- 2021 -  Team DSM
- 2022 -  Team DSM
- 2023 -  Movistar Team
- 2024 -  Movistar Team
- 2025 -  Movistar Team

Brand · Kirchmann · Labous · Lippert · Mackaij · Rivera · Slik · Soek · Stultiens · Van Dijk · Weaver
Brand · Kirchmann · Labous · Lippert · Mackaij · Mathiesen · Rivera · Soek · Van Dijk · Winder
Andersen · Brand · Ensing · Georgi · Kirchmann · Labous · Lippert · Mackaij · Mathiesen · Rivera · Soek
Andersen · Georgi · Henderson · Jackson · Kirchmann · Koch · Labous · Lippert · Mackaij · Mathiesen · Olausson · Rivera · Soek · Wiebes
Andersen · Georgi · Jastrab · Kirchmann · Koch · Labous · Lippert · Mackaij · Olausson · Peperkamp · Rivera · Soek · Wiebes
Barale · Curinier · Georgi · Jastrab · Kirchmann · Koch · Kool · Labous · Lippert · Mackaij · Peperkamp · Uijen · Wiebes
Aalerud · Biannic · Bjerg · Erić · Gigante · González · Gutiérrez · Lippert · Mackaij · Martín · Meijering (vanaf 1/5) · Oyarbide · Patiño · Rodríguez · Sierra · Van Vleuten
Baril · Biannic · Bjerg · Erić · Ferguson (stage vanaf 1/8) · Gutiérrez · Lippert · Mackaij · Martín · Meijering · Patiño · La. Ruiz · Lu. Ruiz · Sierra · Steels
Baril · Biannic · Erić · Ferguson · Gutiérrez · Lippert · Lloyd · Mackaij · Magalhães · Martín · Meijering · Ostiz (stage vanaf 1/8) · Patiño · La. Ruiz · Lu. Ruiz · Reusser · Sierra · Steels